# Вакман, Рудольф Иоганнович
Рудольф Иоганнович Вакман (5 мая 1894 — 11 ноября 1937) — эстонский и советский коммунист, по профессии электромонтер, член Всероссийского учредительного собрания, член ЦК Компартии Эстонии.

## Биография
Из крестьянской семьи. Образование низшее. По специальности электромонтер. Член РСДРП с 1913, по другим сведениям состоял в Социал-демократической партии Эстонии. Работал в больничных кассах.
24—29 апреля (7—12 мая) 1917 года принял участие в VII-й (Апрельской) Всероссийской конференции РСДРП(б) в Петрограде. По мнению некоторых историков, в последующих большевистских форумах участия не принимал. В августе 1917 года делегат с правом решающего голоса от Ревельской партийной организации на VI съезде РСДРП (большевиков). В конце 1917 года избран во Всероссийское учредительное собрание в Эстляндском избирательном округе по списку № 2 (большевики и ЦК безземельных и малоземельных крестьян). В марте 1918 был делегатом VII съезда РКП(б). В 1918 избран членом ЦК Компартии Эстонии. Член Эстонской секции Коминтерна, литератор.

### Действия во времяэстонской войны за независимость
К 18-му сентября 1918 г. окончил, как и другие эстонские красные командиры (Ян Анвельт, Яан Сихвер, Давыдов, А. Крик, П. Лиивальд, Харольд Туммельтау, Я. Пруун, Нейман), артиллерийское училище, и приступил к созданию Эстонской коммунистической дивизии лёгкой артиллерии, командиром которой был Арно, а комиссаром Р. Вакман. В октябре 1918 вместе с его подразделением он был направлен на восточный фронт, и в советско-эстонской войне он не участвовал.

### Перводекабрьское восстание
В 1924 году в Эстонию из Советской России были доставлены члены ЦК и Коминтерна для подготовки к вооружённому восстанию. План мятежа предусматривал переворот в Таллине, а затем в Тарту, Нарве, Пярну, Вильянди, Раквере, Кунда и Кохила. Восстание возглавлял Ян Анвельт. В СССР была объявлена мобилизация проживающих там коммунистов эстонского происхождения. Вакман, как сотрудник Коминтерна, организовал доставку через границу людей и оружия из Ямбурга и Пскова.
В ходе боевых действий погибли два брата Вакмана, Ричард и Эрих. Один из патрулей курсантов Военного колледжа в Тонди задержал в городе автомобиль. Люди, ехавшие в автомобиле, пытались бежать, когда увидели вооружённых курсантов, но они были пойманы и доставлены в здание колледжа. Двое из них оказались братьями Рудольфа Вакмана, Ричардом и Эрихом. Военный суд приговорил к смертной казни всех пойманных повстанцев, включая братьев Вакманов. Они были казнены поздно вечером того же дня.

### Педагогическая деятельность
Заведующий кафедрой политэкономии Института массового заочного обучения партактива при обкоме ВКП(б). В 1930-х годах также преподавал политэкономию в эстонском секторе Коммунистического университета национальных меньшинств Запада имени Мархлевского.

### Арест
Арестован 6 сентября 1937. 4 ноября 1937 года комиссией НКВД и прокуратуры СССР по обвинению по статье 58-1а УК РСФСР приговорён к смертной казни. Расстрелян 11 ноября 1937 года. 
Жена — Линда Салм, преподаватель музыки и пения в Ленинградской консерватории, была арестована, осуждена и сослана в Сибирь.

## Память
- В 1973 году именем Рудольфа Вакмана на Клайпедской верфи в Литовской ССР был назван большой морозильно-мучной рыболовный траулер[6].
- В Таллине современная улица Каука (Kauka tänav) носила имя улицы Рудольфа Вакмана с 1959 по 1991 годы.

## Адреса
1937 — г. Ленинград, ул. Каляева, д. 5, кв. 5.